# Mèbre
La Mèbre est une rivière du canton de Vaud, en Suisse et un affluent de la Chamberonne, dans le bassin versant du Léman donc du Rhône.

## Géographie

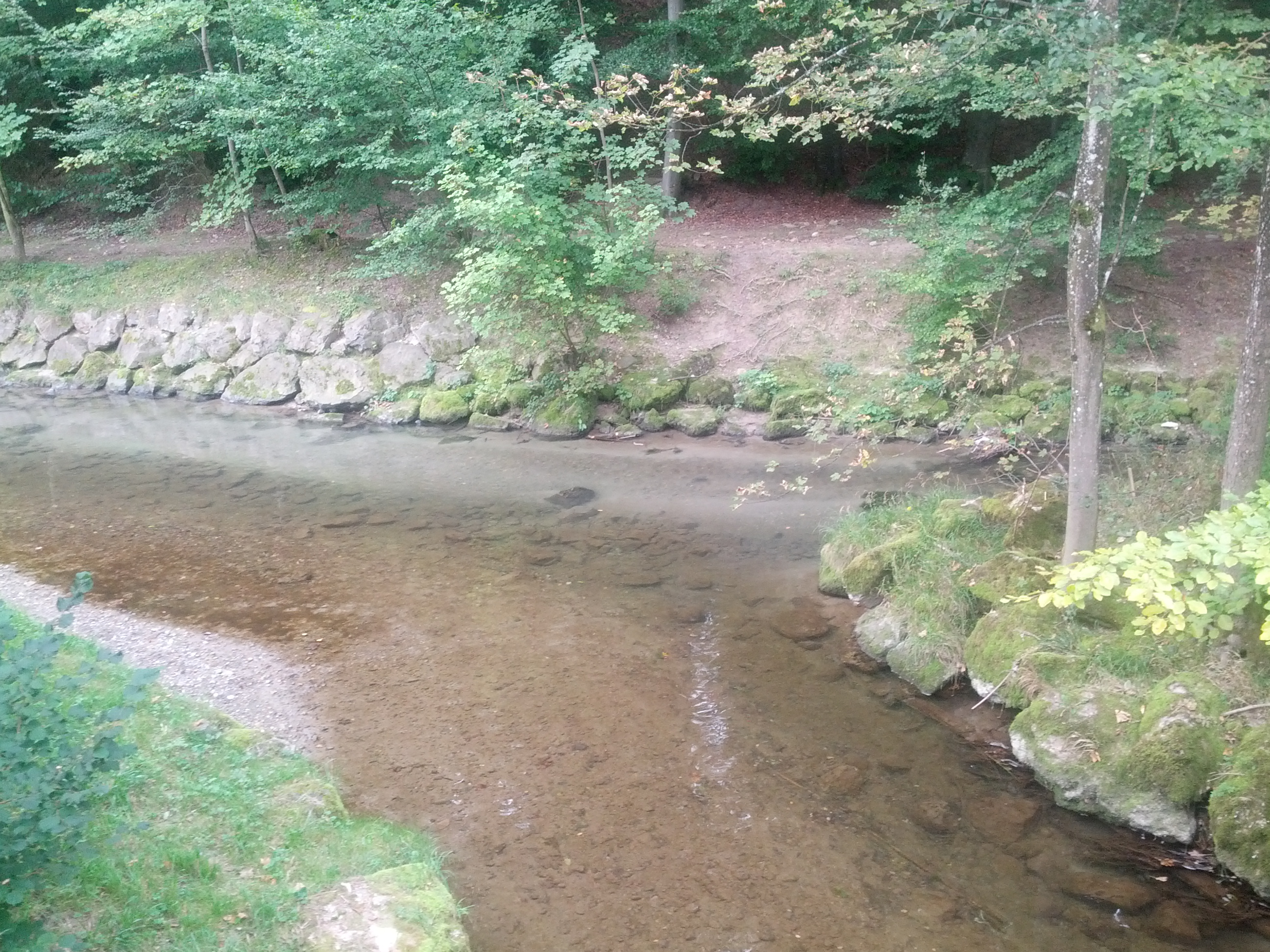
La Mèbre arrivant au premier plan et confluant avec la Sorge arrivant au second plan pour reformer la Chamberonne sur la gauche.

La Mèbre prend sa source au nord du Mont-sur-Lausanne à 800 m d'altitude dans le Jorat, au lieu-dit du Chatifeuillet. Sa source se situe à 150 m de celle du ruisseau de Latigny, qui lui se jette dans le Talent et donc appartient au bassin versant du Rhin. La source se situe donc à l'extrême nord de la partie vaudoise du bassin du Rhône. La Mèbre forme ensuite la limite géographique entre les communes du Mont au sud et de Cugy au nord avant de descendre sur Cheseaux par le bois de Vernand. Là elle passe sous la ligne de chemin de fer Lausanne – Bercher, puis entre dans le bois de Vernand-Dessous pour continuer ensuite à couler dans le bois Genoud où elle fait à nouveau office de frontière, cette fois-ci entre les communes de Crissier et Lausanne. Après être entièrement entrée dans Crissier, elle est aussitôt rejointe par la Pétause, puis elle emprunte un tunnel sous Renens et sous la gare de Renens. À la sortie de ce conduit, elle se retrouve à l'air libre et marque la limite communale avec Chavannes-près-Renens. Sur cette limite, elle est rejointe par le ruisseau de Broye. Par la suite, elle entre totalement dans Chavannes et elle finit par rejoindre la Sorge pour former la Chamberonne au sud de la commune. Cette dernière rivière se jette 1 300 m plus loin dans le Léman à Dorigny,.
Le bassin versant de la Mèbre est de 19,7 km2.

### Hydrologie
À Chavannes-près-Renens, dans le quartier dit de la Mouline, le débit annuel moyen de la Mèbre est de 0,191 m3/s pour 2011. Sur la période de 1993 à 2011 le débit moyen est de 0,324 m3/s. Le débit de pointe le plus élevé est atteint le 26 juillet 2008 avec plus de 44,9 m3/s, avec ce même jour, un débit moyen de 5,78 m3/s. Le débit minimum moyen journalier lui est atteint le 15 septembre 2009 avec moins de 0,032 m3/s.

### Qualité de l'eau et pollution
Le 10 octobre 2017, la Mèbre, et par écoulement la Chamberonne, sont polluées par une fuite d'huiles noires provenant d'un local industriel de Chavannes-près-Renens. L'impact sur la faune est limitée, les poissons restant sous la couche de pollution. Néanmoins, plusieurs oiseaux sont souillés et un harle bièvre est tué par la pollution. Les pompiers mettent en place des barrages anti-hydrocarbures à l'embouchure de la Chamberonne et déversent de la houille  dans les rivières pour éponger les huiles,,.

## Faune
La truite Fario est présente dans la Mèbre. En 2012, l'inspection de la pêche du canton de Vaud en relève la capture de 230 individus.

## Héraldique
La Mèbre jouant plusieurs fois le rôle de frontière communale, elle apparaît sur les armoiries de deux communes vaudoises : Cugy et Renens. Si les deux communes ont une base identique : les émaux de l'évêque de Lausanne, soit le gueules et l'argent et reprennent la disposition des armoiries de la commune de Lausanne. Elles ont décidé d'ajouter leurs limites communales pour se distinguer des armoiries de Lausanne.
Sur les armoiries de la commune de Cugy : De gueules à deux fasces ondées d'argent, au chef du second chargé d'une aigle du premier, les rivières sont représentées par des fasces ondulées car la commune est délimitée au nord par le Talent et au sud par la Mèbre. Sur les armoiries de Renens : de gueules à deux pals ondés d’argent, au chef du même, les rivières sont représentées par des pals ondulés car la commune est délimitée à l'ouest par la Mèbre et à l'est par le ruisseau de Broye.

Armoiries de la commune de Cugy.
Armoiries de la commune de Renens.